# ツバキ科
ツバキ科（ツバキか、Theaceae）は、ツツジ目に属する植物の科。 ツバキ、サザンカ、チャ（茶の木）、ナツツバキなどを含む。
木本で、葉は互生する。花は放射相称で子房上位。がくと花弁の数は5または4のものが多いが、さらに多いものもあり、特にツバキなどはがくから花弁に連続的に移行する。花弁は離生するものと、基部が合生するものがある。おしべは多数。果実は蒴果か核果。大部分が東・東南アジアに、一部は南北アメリカ大陸などに分布する。

## 科名の由来
ツバキ科の学名:Theaceaeは保存名であり、かつてこの科にあったチャ属(Thea L.)に由来する。チャ属は1970年代にツバキ属に統合された。
被子植物の学名で、使用されなくなった属名が科名に使われているのは、モチノキ科:Aquifoliaceae/Aquifolium Mill.、スイカズラ科:Caprifoliaceae/Caprifolium Mill.、カキノキ科:Ebenaceae/Ebenus Kuntze、マメ科:Fabaceae/Faba Mill.  などがある。

## 分類
3連に9属460種が属する。
- ナツツバキ連 Stewartieae
  - ナツツバキ属 Stewartia - ナツツバキ
- Gordonieae
  - Franklinia
  - Gordonia
  - ヒメツバキ属 Schima - イジュ（ヒメツバキ）
- ツバキ連
  - Apterosperma
  - ツバキ属 Camellia - ツバキ、サザンカ、チャノキ、ヤブツバキ
  - Dankia
  - Pyrenaria
  - ヒサカキサザンカ属 Tutcheria - ヒサカキサザンカ

従来は花の形態の類似を重視してオトギリソウ科などのグループ（古くは離弁花類、クロンキスト体系ではツバキ目）とされ、モッコク科・スラデニア科も本科に含められていた。